# Kapitalismens utveckling i Ryssland
Kapitalismens utveckling i Ryssland är en bok av V.I. Lenin. I detta verk drog Lenin upp riktlinjerna för socialismens vidare utveckling och förutsättningarna för dess övertagande av makten. Boken utkom i april 1899.